# Epoch Game Pocket Computer
Epoch Game Pocket Computer ( エポック社ゲームポケットコンピュータ?) es la segunda consola de videojuegos portátil del mundo con cartuchos reemplazables lanzada por Epoch exclusivamente para el mercado japonés en 1984.

## Historia
Epoch ha producido anteriormente sistemas de juego portátiles, por ejemplo: Epoch Derby Race (mecánico) en 1977, Epoch Invader From Space en 1980, Epoch Astro Command en 1982, Epoch Penguin Restaurant en 1983 y varios otros. Sin embargo, el Epoch Game Pocket Computer fue el primer sistema de juego de Epoch y el segundo en el mundo después de Microvision en utilizar cartuchos de juego reemplazables.
Game Pocket Computer salió a la venta en 1984 y se vendió solo en Japón, la consola no llegó al mercado europeo y norteamericano.

## Descripción
La consola tenía una forma rectangular de 21,5 x 14,6 centímetros y 2,9 centímetros de espesor. La pantalla LCD monocromática de 75 x 64 píxeles hizo posible crear juegos completos en el sistema al nivel de consolas de segunda generación, como Atari 2600, Intellivision o Emerson Arcadia 2001.
Para controlar los juegos en la parte inferior de la Game Pocket Computer había un D-pad (8 direcciones), 6 botones, un control de contraste de imagen y dos interruptores para encender/apagar la consola y encender/apagar el sonido. El Game Pocket Computer funcionaba con cuatro pilas AA, que duraban 70 horas.

## Juegos
Game Pocket Computer no tuvo mucho éxito, en su corta vida solo se lanzaron cinco juegos: Astro Bomber un Matamarcianos con desplazamiento horizontal, Block Maze un juego de rompecabezas arcade al estilo Pengo en el Atari 2600 o Turtles en Odyssey², Mahjong, Reversi, y el rompecabezas Sokoban. Además, se integraron dos juegos en la propia consola: el 11-puzzle y el programa Paint, un sencillo editor de gráficos.
Debido al hecho de que se lanzaron muy pocas copias de Epoch Game Pocket Computer, hoy en día la consola y los juegos para ella son muy raros, el costo en subastas en línea como Ebay puede llegar a varios cientos de dólares.

## Especificaciones
| CPU                       | NEC de 8 bits μPD78c06                 |
| Señal de reloj            | 6 MHz                                  |
| RAM                       | 2176 bits                              |
| ROM                       | 4Kb ROM                                |
| Resolución de la pantalla | LCD de 75 x 64 píxeles                 |
| Cartucho ROM              | hasta 16K                              |
| Sonido                    | Altavoz piezoeléctrico                 |
| Control                   | Seis botones, un D-pad (8 direcciones) |
| Fuente de energía         | 4 pilas AA                             |